# Герб П'ятки
Герб П'ятки затверджений рішенням П'ятківської сільської ради 28 травня 2004 року.
Автор герба  — А. Гречило.

## Опис герба
Щит чотиричасний, перша і четверта чверті зелені, друга і третя червоні. На щиті золота семипроменева зірка, над якою острога і під якою півмісяць («Огоньчик» і «Леліва»). Щит обрамований золотим декоративним картушем і увінчаний міською короною.

## Зміст
Основою для сучасних символів став сюжет герба містечка з печатки кінця ХVІ ст. Щит увінчано червоною міською короною, що вказує на село, яке давніше було містечком.